# Cotton Fitzsimmons
Lowell „Cotton“ Fitzsimmons (* 7. Oktober 1931 in Hannibal, Missouri; † 24. Juli 2004 in Phoenix, Arizona) war ein US-amerikanischer Basketballtrainer. 

## Karriere
Begonnen hat er 1962 als Trainer der Kansas State University. Zwischen 1970 und 1996 trainierte er in der US-Profiliga NBA die Mannschaften der Phoenix Suns, Atlanta Hawks, Kansas City Kings und San Antonio Spurs. Seine Gesamtbilanz als NBA-Trainer beträgt 832-775. Nach seiner Trainerkarriere war er im Management der Suns tätig und anschließend als Fernsehkommentator.
Fitzsimmons starb im Alter von 72 Jahren an Lungenkrebs.
Am 16. Mai 2021 wurde bekanntgegeben, dass Fitzsimmons in die Naismith Memorial Basketball Hall of Fame aufgenommen wird.